# Tim Sparv
Tim Sparv, född 20 februari 1987 i Oravais, Finland, är en finlandssvensk före detta fotbollsspelare (mittfältare).

## Biografi
Tim Sparv växte upp i Oravais. Hans far har varit fotbollstränare och hans mor häcklöpare. Han var sedan tidig ålder idrottsintresserad och sysslade till 14-15-årsåldern också med friidrott, terränglöpning, innebandy vid sidan om fotbollen. Fotbollen var ändå Sparvs prioritet. Han var redan i ung ålder tävlingsinriktad och tyckte inte om att förlora, och bestämde sig för att bli fotbollsproffs.
Den 22 juni 2020 var Sparv sommarpratare i Yle Radio Vega.
Tim Sparv och hans flickvän Jitka Novackova har en dotter född i januari 2021. Hans bror Glenn Sparv har varit MMA-fighter. Efter fotbollskarriären gick Sparv tillbaka till skolbänken för att sedan ta studenten 2022.

## Klubblagskarriär
Tim Sparv inledde sin karriär som junior i det lokala laget Norrvalla FF, tränade av hans far Tor Sparv. Laget var mycket talangfullt med fyra spelare i ungdomslandslaget. 2003 kontrakterades han av Southampton FC, som då spelade i Premier League. Vistelsen i Southampton blev tre år lång. Sparv hann spela final i FA Youth Cup 2005 och matchades in i reservlaget. Trots att Southampton degraderades till The Championship 2005 fick Sparv aldrig chansen i A-laget och efter ytterligare ett år med reserverna valde han att byta miljö. 
Den 7 januari 2007 skrev Sparv på för Halmstads BK och den 9 april gjorde han debut i Allsvenskan genom ett inhopp mot Helsingborgs IF. Under försäsongen 2008 drabbades han av körtelfeber, vilket höll honom borta från fotbollen under två månader. Väl tillbaka lånades han under sommaren för att få matchträning ut till Vaasan Palloseura (VPS) i finska högstaligan. Efter säsongen 2009 lämnade Sparv HBK som bosman för att gå till Groningen i Holländska ligan.
I augusti 2020 värvades Sparv av grekiska AEL, där han skrev på ett tvåårskontrakt. I juli 2021 återvände Sparv till Finland och skrev på för HJK Helsingfors. I december 2021 meddelade Sparv att han avslutade sin fotbollskarriär.

## Landslagskarriär
Tim Sparv debuterade 2007 i det finska U21-landslaget och var senare kapten i det lag som kvalificerade sig för U21-EM 2009 i Sverige, som första finska lag någonsin. Sommaren 2008 togs han för första gången ut i Finlands herrlandslag. Det dröjde dock till den 1 februari 2009 innan han fick spela sin första match, en inofficiell landskamp mot ett japanskt klubblag. Sin första officiella landskamp gjorde han veckan därpå, den 4 februari mot Japan. 
Under U21-EM spelade Sparv Finlands tre matcher i gruppspelet, vilka alla slutade med förlust. Han gjorde lagets enda mål under mästerskapet, en straff mot England.
Senare har han haft rollen som lagkapten i landslaget, bland annat vid fotbolls-EM 2020 (spelat 2021).